# Оля Карлеуша
Олгица Карлеуша (на сръбски: Олгица "Оља" Карлеуша или Olgica "Olja" Karleuša), по-известна като Оля Карлеуша, е сръбска попфолк изпълнителка. Родена е на 15 октомври 1980 г. в Белград. Няма родствена връзка с Йелена Карлеуша, както се предполага. Участвала е в сръбския финал на Big Brother през 2007 г. През януари 2009 г. ражда момче. Учи право в Белград. Кариерата и започва през 2002 г. и е издала 4 албума.

## Дискография

### Студийни албуми
- Zene lavice (2003)
- Ljubavna terapija (2005)
- Brushalter (2007)
- Zicer (2010)

- Други песни

1. Robija (2008)
2. Luda noć (2012)